# Последний воин мёртвой земли
Последний Воин Мёртвой Земли — второй сингл группы Оргия Праведников. Записан на студии МиZАнТроп в 2003-м году. Звукорежиссёр — Эвелина Шмелёва. Диск содержит лишь одну песню — «Последний Воин Мёртвой Земли», которая не была предназначена группой для выхода на номерных альбомах. Однако впоследствии песня вошла в оба концертных альбомы группы: Кораблик и Вперёд и вверх.
В оформлении обложки использована картина Густава Климта «Афина Паллада».
В начале 2018 года сингл был переиздан в новом мастеринге, который выполнил Юрий Богданов.

## В записи сингла принимали участие
Группа Оргия Праведников:
- Сергей Калугин — акустическая гитара, вокал
- Алексей Бурков — электрогитара
- Юрий Русланов — флейта
- Артемий Бондаренко — бас-гитара
- Александр Ветхов — ударные

А также:
- Вадим Зайдин — труба
- Фуад Фуик Бикбаев — бэк-вокал